# Wolica (powiat krasnostawski)
Wolica – wieś w Polsce położona w województwie lubelskim, w powiecie krasnostawskim, w gminie Kraśniczyn.
W latach 1975–1998 miejscowość należała administracyjnie do województwa chełmskiego.
Wieś stanowi sołectwo gminy Kraśniczyn. Według Narodowego Spisu Powszechnego (III 2011 r.) wieś liczyła 104 mieszkańców.
Wierni Kościoła rzymskokatolickiego należą do parafii św. Apostołów Piotra i Pawła w Kraśniczynie.